# Charles Georges-Picot
Pour les autres membres de la famille, voir Georges-Picot.
Charles-Marie-François Georges-Picot, né le 27 avril 1866 à Paris où il est mort le 26 juin 1930, est un haut fonctionnaire et banquier français. 

## Biographie

### Jeunesse et études
Charles Marie François Georges Picot est le fils de Georges Picot et est le petit-fils par sa mère du comte Camille de Montalivet. Il a trois frères, Pierre, Robert et François Georges-Picot.
Il effectue ses études secondaires au lycée Condorcet et est admis à l'École polytechnique. Il effectue un cursus à l'École libre des sciences politiques.

### Parcours professionnel
Inspecteur des Finances de 1891 à 1900, il est détaché aux Chemins de fer de l'État de 1894 à 1897, puis chef du Bureau central et des Travaux législatifs au Secrétariat général du Ministère des Finances de 1898 à 1899. Il est envoyé en mission officielle à Londres en 1899 pour l'étude du régime fiscal de la succession et de l'amortissement de la dette publique anglaise.
Il est maître de conférences à l'École libre des sciences politiques de 1894 à 1906, pour les cours de finances publiques et cours de banque, dont il est administrateur.
Il est maire de Noisy-sur-Oise de 1900 à 1912.
Passé dans le secteur privé en 1900, il entre cette même année au conseil d'administration de la Compagnie des chemins de fer Bône-Guelma, dont il devient vice-président. Il devient directeur général en 1907, puis président en 1927 de la Société général de Crédit industriel et commercial (CIC). Il est également président de la Société de Commentry, Fourchambault et Decazeville, vice-président (1922–1926) et président (1926–1931) de la Banque de Silésie, ainsi qu'administrateur de la Banque de l'Indochine, de la Société française des charbonnages du Tonkin et des Compagnies d'assurances l'Urbaine.
Il devient président de la Chambre de compensation des banquiers de Paris en 1909.
Il est administrateur du Bureau de bienfaisance du 17e arrondissement de Paris, membre de la Société de statistique de Paris, censeur de la Société d'économie politique, trésorier de la Société amicale de secours des Anciens élèves de l'École polytechnique, de la Société des Amis de l'École polytechnique, du groupe parisien des anciens Élèves de l'X, de la Société des agriculteurs de France, du Comité de l'Asie française, de la Plus Grande Famille, du Comité permanente de la Natalité et de la Fédération nationale des Associations de familles nombreuses.
Marié à Mlle Marthe Fouquet, fille de l'ingénieur Ernest Fouquet (1834-1905), administrateur de la Société de construction des Batignolles, et d'Amélie Collet-Duclos, il est le père de Guillaume Georges-Picot, de Jacques Georges-Picot et du général Georges Georges-Picot.
Il est le grand-oncle de Valéry Giscard d'Estaing.

## Publications
- Étude sur le régime fiscale des successions: mission en Angleterre, août 1899, 1900
- Rapport au Congrès des Sciences politiques de 1900
- L'Évolution de la politique financière en Angleterre et la crise financière récente, 1910
- Pourquoi le chèque n'est-il pas plus répandu en France ?, 1911
- Comment améliorer nos méthodes de paiement, 1916
- Des moyens de réduire la circulation fiduciaire et monétaire, 1916
- La dette publique française: création d'un "fonds consolidé" dans le budget, 1925
- Une Industrie méconnue: l'assurance, 1928
- L'Impôt sur le revenu et l'impôt progressif sur les successions en Angleterre

## Pour approfondir